# Donald Hebb
 (janvier 2016).
Si vous disposez d'ouvrages ou d'articles de référence ou si vous connaissez des sites web de qualité traitant du thème abordé ici, merci de compléter l'article en donnant les références utiles à sa vérifiabilité et en les liant à la section « Notes et références ».
Donald Hebb, né à Chester (Nouvelle-Écosse), en 1904 et mort en 1985 dans la même ville, est un psychologue et neuropsychologue canadien. Ses travaux sur l'apprentissage par des réseaux de neurones artificiels ont eu une influence décisive sur les neurosciences cognitives et l'intelligence artificielle. Ils sont également l'une des sources de la révolution cognitive aux États-Unis en fournissant à la psychologie une solution de remplacement empiriquement crédible au béhaviorisme. Il est présenté par certains comme le père de la torture psychologique moderne.

## Biographie
Après son enfance passée à Chester en Nouvelle-Écosse, Donald Hebb étudie à l'Université Dalhousie jusqu'en 1925 puis devient enseignant au Québec. Attiré par la psychologie, il entreprend en parallèle des études supérieures (graduate studies) à l'Université McGill.
N'appréciant que peu le conditionnement pavlovien, Hebb déclare avoir été plus attiré par « la Gestalt de Köhler et la critique de la réflexologie par Lashley ». Il part donc à Harvard pour écrire une thèse sur l'effet de la privation sensorielle pendant le développement sur la perception de la luminosité chez le rat sous la direction de Lashley.
En 1936, après son doctorat, il retourne au Québec pour travailler avec Wilder Penfield à l'Institut de neurologie de Montréal sur l'effet des lésions cérébrales sur l'intelligence et le comportement.
En 1942, il retourne auprès de Lashley, mais cette fois-ci au Yerkes Laboratory of Primate Biology pour étudier les émotions chez le chimpanzé. C'est à cette époque qu'il commence à écrire The Organization of Behavior.
Il retourne à McGill comme professeur de psychologie puis publie l'une de ses œuvres les plus influentes, The Organization of Behavior: A Neuropsychological Theory. Dans ce livre, il défend une conception biologique de la psychologie et affirme qu'elle n'est ni plus ni moins que l'étude du système nerveux. Il y expose ses idées clés sur l'apprentissage et l'association entre les neurones et déclenche un regain d'intérêt pour la psychologie physiologique, alors sur le déclin.
En 1951, il pratique des expériences financées par la CIA sur des étudiants volontaires (qui pouvaient arrêter l'expérience à tout moment). Ses observations permirent la mise au point de la torture psychique appelée « privation sensorielle ».
Il a ensuite continué à exercer une forte influence par son enseignement et ses publications (entre autres, Textbook of Psychology) et restera à McGill jusqu'à la fin de sa carrière. Il a été chancelier de l'université de 1970 à 1974.
En 2001, il est nommé membre du Temple de la renommée médicale canadienne.

## Apprentissage hebbien
L'une des contributions les plus importantes de Hebb à la neuropsychologie est l'idée que deux neurones en activité au même moment créent ou renforcent leur connexion de sorte que l'activation de l'un par l'autre sera plus facile à l'avenir.
When an axon of cell A is near enough to excite B and repeatedly or persistently takes part in firing it, some growth process or metabolic change takes place in one or both cells such that A’s efficiency, as one of the cells firing B, is increased (The Organization of Behavior, p. 62)
C'est la synapse de Hebb, mécanisme de base de l'apprentissage hebbien. La proximité en question est bien entendu synaptique, non nécessairement géométrique.
Cette idée fournit un substrat matériel crédible aux phénomènes d'apprentissage et a ouvert la voie à de nombreuses recherches empiriques en neuropsychologie et en intelligence artificielle. En réalité, le fonctionnement du système nerveux est bien plus complexe et Hebb, qui considérait ses théories comme un simple moyen de progresser dans notre compréhension de l'esprit humain, en avait pleinement conscience. Néanmoins, plus de vingt ans après, des chercheurs en neurosciences vont mettre en évidence le phénomène de potentialisation à long terme, un équivalent biologique de la synapse de Hebb qui joue un grand rôle dans les théories neurobiologiques de la mémoire.
Une autre idée importante de Hebb est une sorte de généralisation des mécanismes d'association entre neurones. Par stimulation conjointe répétée, un groupe de neurones pourrait former une « assemblée de cellules » qui resterait activée après la présentation d'un stimulus et formerait ainsi une représentation mentale de ce stimulus. Ce phénomène est décrit en anglais par la fameuse formule "cells that fire together, wire together" (Les cellules qui s'activent ensemble, se lient). La pensée devient alors l'activation en séquence de ces assemblées de neurones. Cette théorie permet de rendre compte de la nature distribuée du fonctionnement nerveux qui fait que les capacités cognitives peuvent être étonnamment bien conservées en cas de lésion cérébrale. Elle fournit aussi une explication de l'attention comme facilitation de l'activation d'une assemblée de cellules par une autre, éclairant les phénomènes qui intriguaient le philosophe Maine de Biran.
Selon Pascal Mettens, « l’on trouve, notamment dans certains travaux freudiens restés longtemps inédits et en 1949 inconnus de Hebb, formulée une bonne cinquantaine d’années plus tôt la thèse identique que l’apprentissage modifie durablement les connexions neuronales, créant par frayage dans l’appareil psychique une liaison qui tend à se reproduire indépendamment de la situation donnée ».

## Œuvres
- Donald Olding Hebb, The Organization of Behavior : A Neuropsychological Theory, Wiley, New York, 1949.
- Donald Olding Hebb in G. Lindzey (dir.), A History of Psychology in Autobiography Vol. VII, W. H. Freeman, San Francisco, 1980.
- S. Glickman et Donald Olding Hebb, Returning the Nervous System to Psychology in G. Kimble, C. Boneau, & M. Wertheimer (dir.), Portraits of Pioneers in Psychology, Vol. 2, Erlbaum, Hillsdale, 1996.

Traductions en français :
- Donald Olding Hebb, Psychologie, science moderne, Montréal : Editions HRW, cop. 1974. Traduction de Textbook of psychology (permalien)
- Donald Olding Hebb, Psycho-physiologie du comportement, Paris : Presses Universitaires de France, 1958. Traduction de The organization of behaviour (permalien)